# Kristiinansaari
Kristiinansaari är en ö i Finland. Den ligger i sjön Myllyjärvi och i kommunen Jämsä i landskapet Mellersta Finland, i den södra delen av landet, 200 km norr om huvudstaden Helsingfors. Öns area är 1 hektar och dess största längd är 230 meter i sydöst-nordvästlig riktning.